# Brachichila maculata
Brachichila maculata – gatunek chrząszcza z rodziny biegaczowatych i podrodziny Lebiinae.

## Taksonomia
Gatunek opisany został w 1996 roku przez Ericha Kirschenhofera.

## Opis
Chrząszcz o długości ciała około 8,5 mm. Spośród innych przedstawicieli rodzaju Brachichila posiadających po 4 kropki na pokrywach wyróżnia się posiadaniem 1 uszczecinionego punktu na trzecim międzyrzędzie pokryw, rudobrązowym przedpleczem o bocznej krawędzi raczej szerokiej i jasnoczerwonej, głową czerwoną oraz rzędami pokryw raczej głębokimi i dobrze punktowanymi u podstawy.

## Występowanie
Gatunek ten jest endemitem Tajlandii.